# وارطان واهرامیان
وارطان واهرامیان (ارمنی: Վարդան Վահրամեան؛ انگلیسی: Vartan Vahramian؛ زادهٔ ۱۹۵۵) یک نقاش ارمنی‌تبار اهل ایران است.

## زندگی‌نامه
وارطان واهرامیان در سال ۱۹۵۵ میلادی (۱۳۳۴ خورشیدی)  در شهر تبریز متولد شد. تحصیلات ابتدایی و متوسطه را در زادگاهش به پایان رسانید.
نقاشی را از کودکی در مکتب پدرش که فارغ‌التحصیل نقاشی از مسکو بوده و آهنگسازی و نواختن پیانو را نیز از مادرش، ماروسیا واهرامیان آموخته است.
از ۱۰ سالگی آموختن نقاشی را زیر نظر پدر و مادر هنرمندش آغاز کرد و زیر نظر اساتیدی چون سرگئی آغاجانیان و تقی مسعودی آموختن پیانو را در همین سن آغاز کرده است. وی سپس برای ادامه فعالیت‌های خود سفرهایی به ارمنستان داشته و تا امروز ۲۵ سال است که در زادگاهش مشغول تجربه، کار و تدریس موسیقی و نقاشی است. سبک نقاشی‌های واهرامیان اغلب سورئال است. خود وی معتقد است که نقاشی‌های وی درونگرا، متافیزیک و تفکربرانگیز است
واهرامیان علاوه بر نقاشی با موسیقی هم سروکار دارد، پیانو می‌نوازد و بیست سال است که گروه کر کلیسا را رهبری می‌کند
وارطان واهرامیان ۴۷ سال دارد و متولد و ساکن تبریز است. او در کنار پدر و مادری نقاش بزرگ شده و از آن‌ها نقاشی آموخته است
از مادرش «ماروسیا واهرامیان» فن نقاشی را فرا گرفت و سپس نزد تقی مسعودیه به یادگیری هارمونی پرداخت.
وی سپس گروه کر چهار صدایی کومیتاس Komitas را در تبریز پایه‌گذاری نمود و به تعلیم موسیقی و نقاشی روی آورد.
وارطان واهرامیان خالق تعداد چند آهنگ‌های ارمنی و فارسی می‌باشد. وی همچنین برخی از آهنگ‌های ارمنی و فارسی را برای گروه کر چهار صدایی تنظیم کرده است.
وی در کنار موسیقی، به نقاشی هم پرداخته و آثار بسیاری (با سبک کلاسیک و سورئال) خلق کرده است.
وی در سال ۱۹۹۳ (۱۳۷۲) به پاس خدمات ارزنده اش در اشاعهٔ فرهنگ ملی از طرف جاثلیق گارگین دوم به دریافت نشان افتخار نائل گشت.
واهرامیان هم‌اکنون در شهر تبریز اقامت دارد و به تدریس موسیقی و نقاشی می‌پردازد.
وارطان واهرامیان متولد ۱۳۳۴ تبریز است. وی نقاشی را از دوران کودکی آغاز نموده و اولین زخمه بر رنگ را در نزد پدر و مادر خود که هر دو از استادان نقاشی بودند آموخته و دوران کودکی خود را با قلم موها و رنگهای آنان شروع کرده است. واهرامیان سبک‌های مختلفی را تجربه کرده؛ ولی در این وادی برای بیان درد بشریت در سبک سورئال درنگ نموده است. وارطان واهرامیان علاوه بر نقاشی، در زمینه موسیقی نیز فعالیت دارد و رهبر گروه کر کلیسای ارامنه تبریز می‌باشد
نمایشگاهی از آثار نقاشی وارطان واهرامیان در «نگارخانه استاد یاسمی خانه فرهنگ تبریز» گشایش یافت. در این نمایشگاه که به همت انجمن هنرهای سنتی تبریز و با همکاری اداره امور هنری اداره کل فرهنگ و ارشاد اسلامی آذربایجان شرقی ترتیب یافته است، تعداد ۳۷ اثر نقاشی در موضوعات آزاد و سبک سورئالیستی و با شیوه رنگ روغن در معرض دید عموم قرار گرفته است.
او با رنگ و روغن کار می‌کند و اکثر کارهایش سورئالیستی است، البته کارهایی هم در حال و هوای سمبولیستی دارد. او از رئالیسم دوری نمی‌کند، به سمبولیست‌ها بی اعتنا نیست، اما به فضاهای سورئالیستی عشق می‌ورزد و تنها مجموعه نقاشی که دارد از آن سالوادور دالی است. نگاه واهرامیان به جهان نگاهی پر از شک و تردید است، نقاشی‌های او از نقش‌های پنهان کهن الگوها و اساطیر سرشار است و جالب این است که او در جهان خودآگاهش با کهن الگوها و اساطیر و مباحث روانشناختی مربوط به آن‌ها آشنایی ندارد، اما ناخود آگاه او آنچنان با این مسئله آشناست که باعث تعجب بیننده می‌شود. در برخی از کارهایش به نظر می‌رسد دوگانگی ذهنی و احساس گناه و شادمانی در کنار هم است. گویی او در یک همذات پنداری ناخودآگاه هنوز برای گناه اولیه آدم احساس گناه می‌کند، در عین حالی که جسارت حوا را تحسین می‌کند. واهرامیان در تابلوهایش هر جا که به پلشتی و بدی پرداخته نقشی از عقرب و امثال آن هویداست. زن در بسیاری از کارهای او نقش عمده و جذابی دارد و جالب است که تقریباً در تمام تابلوها مردان بی تناسب، رو پوشانده و کریه منظرند اما زنان زیبا و توانا و آرام به نظر می‌رسند
او ذهنیت پیچیده‌ای دارد، معتقد است عشق بزرگ‌ترین جادوی هستی است و عاشق بخشوده می‌شود. واهرامیان علاوه بر نقاشی با موسیقی هم سروکار دارد، پیانو می‌نوازد و بیست سال است که گروه کر کلیسا را رهبری می‌کند
واهرامیان دربارهٔ موضوع انتخابی و سبک نقاشی اش می‌گوید: «درون‌گرایی و ریاضت و زار موضوع‌هایی جوششی است که در آثار من نمود دارد؛ اجرای این موضوع‌ها برایم انتخابی نیست.»
وارطان واهرامیان در حال حاضر مشغول تدریس پیانو و نقاشی در نگارخانه اش در شهر تبریز است.

## تابلوها

### سکرت
واهرامیان در تابلوی «سکرت» حوا را تصویر کرده که از درون سیب گاز زده‌ای بیرون آمده و سیب گاز زده دیگری در دست دارد، در حالی که آدم زیر دامن حوا نشسته. گویی آدم آنیموس حواست، اما او می‌گوید دربارهٔ آنیما و آنیموس چیزی نمی‌داند

### کیش و مات
در تابلوی «کیش و مات» زن که وزیر سیاه است در مبارزه پیروز شده و سربازها و وزیر سفید از دست رفته و شکسته‌اند. واهرامیان می‌گوید:
«زنان را تحسین می‌کنم. هستی به آنان قدرتی جادویی داده است. آنها برنده‌های اصلی زندگی اند.»
گالری خانه هنرمندان آثاری از وارطان واهرامیان را به نمایش گذاشته است. این اولین نمایشگاه نقاشی وارطان واهرامیان است

## نمایشگاه‌ها
واهرامیان، تاکنون ۱۳ نمایشگاه در داخل و خارج از کشور برگزار کرده است
در پوستر نمایشگاهش نوشته که این نمایشگاه با یاری وزارت فرهنگ و ارشاد دفتر امور اقلیت‌های دینی و شورای خلیفه گری کل ارامنه آذربایجان برگزار شده است. قیمت تابلوهای به نمایش درآمده در این نمایشگاه بسیار گران است. نمایشگاه تا شانزدهم شهریور ماه دایر خواهد بود.
این هنرمند نقاش که پیش از این آثار آبرنگی اش را در لندن به نمایش گذاشته بود، با اشاره به برپایی نمایشگاه‌های نقاشی خود در موزه هنرهای معاصر تهران، گالری واهی، باشگاه ارامنه و گالری‌های تبریز، گفت: این بار آثار فروخته شده را به نمایشگاه نمی‌آورم.
وارطان واهرامیان ۳۸ تابلو نقاشی سورئال خود را تا ۲۰۰۳ (۱۶ شهریور ۱۳۸۲) در نگارخانه هنرمندان ایران به تماشا گذاشت.

## فیلمشناسی
- ماروسیا (آهنگساز)[۵][۶]